# Rúben Vinagre
Rúben Gonçalo da Silva Nascimento Vinagre (* 9. April 1999 in Charneca de Caparica) ist ein portugiesischer Fußballspieler und spielt auf Linksaußen. Er steht bei Sporting Lissabon unter Vertrag und ist aktuell an Legia Warschau ausgeliehen.

## Vereinskarriere
Vinagre begann seine Karriere der Jugendakademie von Sporting Lissabon, bevor er im Sommer 2015 zum Ligue-1-Klub AS Monaco wechselte.  Nachdem er seine erste Saison in der Jugend des Vereins verbracht hatte, unterschrieb er im Juni 2016 einen Profivertrag.
Im August 2016 wurde eine Vereinbarung getroffen, wonach Vinagre an Académica de Coimbra aus Portugal in die Segunda Liga ausgeliehen werden sollte, um Erfahrungen zu sammeln, doch die FIFA, deren Zustimmung erforderlich war, weil der Spieler jünger als 18 Jahre alt war, lehnte den Wechsel ab.
Im Juni 2017 unterzeichnete Vinagre einen neuen Vertrag bei Monaco, der bis Sommer 2022 lief. Kurz darauf wurde er für die Saison 2017/18 an die englische Mannschaft Wolverhampton Wanderers ausgeliehen. Am 8. August 2017 debütierte er bei einem League-Cup-Sieg gegen Yeovil Town im Profifußball. Am 30. September 2017 erzielte Vinagre sein erstes Tor im Profifußball bei einem 4:0-Auswärtssieg der Wolves bei Burton Albion.
Am 30. Juni 2018 wechselte Vinagre dauerhaft zu den Wolves und unterschrieb einen Fünfjahresvertrag für eine nicht genannte Ablöse. Im Oktober 2020 wechselte Vinagre auf Leihbasis zum griechischen Erstligisten Olympiakos Piräus. 2021 wurde er an den FC Famalicão verliehen. Danach wurde er direkt an Sporting Lissabon weiterverliehen.
Zur Saison 2022/23 verpflichtete Sporting Lissabon den Portugiesen fest, verlieh ihn aber noch während der Vorbereitung an den englischen Erstligisten FC Everton. Es folgten die Leihen zu Hull City, im Januar 2024 zu Hellas Verona und im Sommer 2024 zu Legia Warschau.

## Nationalmannschaft
Er gewann mit der Nationalmannschaft von Portugal die U17-Europameisterschaft 2016 und die U19-Europameisterschaft 2018. Bei beiden Wettbewerben wurde er in die beste Elf des Turniers gewählt.